# K.u.k. Kriegsministerium

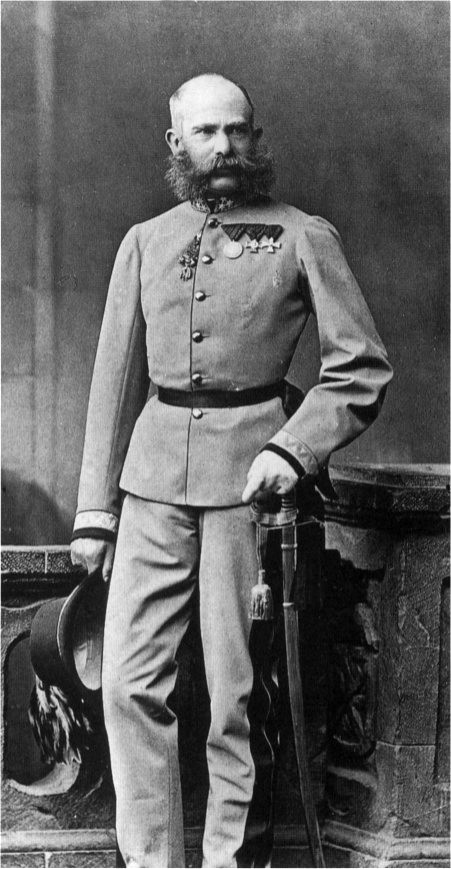
Der Inhaber des Allerhöchsten Oberbefehls, Kaiser Franz Joseph I., in der Paradeadjustierung der Jägertruppe.

Das k.u.k. Kriegsministerium mit Sitz in Wien, bis 1911 Reichskriegsministerium genannt, war 1867–1918 oberste Verwaltungsinstanz der gemeinsamen Armee, in Friedenszeiten oft (gemeinsames) Heer genannt, sowie der Kriegsmarine Österreich-Ungarns.
Das Heer stellte den Großteil der Landstreitkräfte Österreich-Ungarns, zu denen auch die den Landesverteidigungsministern in Wien und Budapest unterstehenden Landwehren und der Landsturm gehörten. Heer, Landwehren, Landsturm und Kriegsmarine bildeten die „Bewaffnete Macht“ oder „Wehrmacht“ der Doppelmonarchie unter dem Oberbefehl des Monarchen.
Das Ministerium wurde im Schematismus unter dem Oberbegriff Zentralleitung und Militärbehörden geführt. An der Spitze stand der k.u.k. Kriegsminister (bis 20. September 1911 Reichskriegsminister), der dem Oberkommandierenden unterstand und vom Monarchen ernannt und enthoben wurde.
Das Kriegsministerium war nicht zuständig für:
- die königlich ungarische Landwehr (királyi Honvédség oder auch nur Honvéd genannt); sie unterstand der Budapester Regierung
- die kaiserlich-königliche Landwehr (in Cisleithanien), die dem k.k. Landesverteidigungsministerium unterstand.

Die beiden Landwehren entstanden als Kompromiss mit Ungarn, das ein von der Wiener Regierung unabhängiges ungarisches Heer anstrebte. Die Rekrutenzahl beider Landwehren zusammen machte aber nur einen kleinen Teil aller Rekruten aus.

## Entwicklung bis 1867
Bis zum 31. Mai 1848 war der Hofkriegsrat die zentrale militärische Behörde im Kaisertum Österreich. Sie wurde zum 1. Juni 1848 in ein Kriegsministerium umgewandelt, ohne zunächst die organisatorische Struktur anzutasten. Gerade vor dem Hintergrund der Revolution von 1848/1849 im Kaisertum Österreich blieben seine Kompetenzen jedoch unklar. Als der erste Kriegsminister Theodor Baillet von Latour im Oktober 1848 ermordet wurde, blieb seine Position über Wochen vakant,  während militärische Regionalbefehlshaber wie die Feldmarschälle Josef Radetzky und Alfred zu Windisch-Graetz umfassende Vollmachten besaßen. Erst nach den Kämpfen bestimmte der neue Kaiser Franz Joseph I. im Oktober 1849 die militärische Führungsstruktur näher: Das Kriegsministerium sollte sich um die Verwaltung, der Generalquartiermeisterstab um die operative Führung und die Militärzentralkanzlei um Grundsatzfragen und Personalpolitik kümmern. Die Beschränkung stellte insofern ein Problem dar, als der Kriegsminister dem Parlament zunächst noch verantwortlich war (bis zur Aufhebung der Verfassung 1851) und dort Angelegenheiten vertreten musste, die nicht in seiner Entscheidungsgewalt lagen.
Die mächtigste Stellung nahm nun die Militärzentralkanzlei unter Karl Ludwig von Grünne ein, unter dessen Einfluss das Kriegsministerium mehr und mehr Kompetenzen verlor und 1853 schließlich ganz aufgelöst wurde. An seine Stelle trat das Armeeoberkommando unter Erzherzog Wilhelm, das zwar viele Kompetenzen akkumulierte, aber dennoch zur Ineffizienz neigte. Dies wurde im Krieg gegen Sardinien und Frankreich (→ Sardinischer Krieg) offenbar, und als Folge wurde das Armeeoberkommando im Oktober 1859 aufgelöst und durch ein neues Kriegsministerium ersetzt. Der neue Kriegsminister besaß umfassende Vollmachten und neben dem Chef der Militärkanzlei und den Kommandierenden Generalen ein Immediatsrecht. Da ihm auch der Generalquartiermeisterstab untergeordnet wurde, lenkte er fortan die Verwaltung, Organisation und Operationen des Militärs.
Kriegsminister 1848–1867
- Theodor Baillet von Latour (1. Juni – 6. Oktober 1848)
- Franz von Cordon (21. November 1848 – 2. Juni 1849)
- Ferencz József Gyulay (3. Juni 1849 – 15. Juli 1850)
- Anton Csorich von Monte Creto (16. Juli 1850 – 7. März 1853)
- Wilhelm von Österreich (8. März 1853 – 19. Oktober 1860); als Chef des Armeeoberkommandos
- August von Degenfeld-Schonburg (20. Oktober 1860 – 19. Februar 1864)
- Karl von Franck (20. Februar 1864 – 29. November 1866)
- Franz von John (30. November 1866 – 20. Dezember 1867)

## Minister
Der österreichisch-ungarische Ausgleich von 1867 legte die Angelegenheiten fest, die beiden Staaten der Doppelmonarchie gemeinsam sein und daher in gemeinsamen Ministerien verwaltet würden. Die Ausgleichsgesetze traten am 21. Dezember 1867 in Kraft.
Vorgesehen war nun ein gemeinsames Reichskriegsministerium, aber die Ungarn lehnten diese Bezeichnung ab. Daher wurde ab 1874 der Begriff Gemeinsames Kriegsministerium genutzt. Erst ab dem Ministerwechsel vom 20. September 1911 wurde der entsprechende Minister, einer ungarischen Forderung entsprechend, k.u.k. Kriegsminister genannt. Dieser wurde nach wie vor vom Monarchen ohne Mitwirkung anderer Verfassungsorgane ernannt und enthoben. Er bildete mit dem k.u.k. Minister des kaiserlichen und königlichen Hauses und des Äußern als Vorsitzendem, dem Reichsfinanzminister, später Gemeinsamer Finanzminister genannt, und den beiden Ministerpräsidenten den Ministerrat für gemeinsame Angelegenheiten beider Teile der Realunion Österreich-Ungarn. Der Minister hatte Vortragsrecht beim Monarchen.
Als Minister fungierten:
- Franz von John (k.k. Kriegsminister 30. November 1866, Reichskriegsminister 21. Dezember 1867[8]–18. Jänner 1868)
- Franz Kuhn von Kuhnenfeld (18. Jänner 1868–14. Juni 1874)
- Alexander von Koller (14. Juni 1874–20. Juni 1876)[9]
- Artur Maximilian von Bylandt-Rheidt (20. Juni 1876–16. März 1888)
- Ferdinand von Bauer (16. März 1888–22. Juli 1893 [†])
- Rudolph von Merkl (24. Juli–22. September 1893, interimistische Leitung)
- Edmund von Krieghammer (22. September 1893–17. Dezember 1902)[10]
- Heinrich von Pitreich (18. Dezember 1902–24. Oktober 1906)[11]
- Franz Xaver von Schönaich (24. Oktober 1906–20. September 1911; der letzte Reichskriegsminister)
- Moritz von Auffenberg (20. September 1911–12. Dezember 1912; der erste k.u.k. Kriegsminister)
- Alexander von Krobatin (12. Dezember 1912–12. April 1917)[12]
- Rudolf Stöger-Steiner von Steinstätten (12. April 1917–11. November 1918)

Die Kriegsminister entfalteten im Allgemeinen kaum größere politische Aktivität, da bei Heer und Marine zumeist der Monarch selbst, allenfalls assistiert vom Generalstabschef, den Ton angab und die beiden Ministerpräsidenten wesentlichen Einfluss nahmen. Dies führte in den letzten Jahrzehnten des 19. Jahrhunderts zu Stillstand und Überalterung.
Erzherzog Thronfolger Franz Ferdinand von Österreich-Este, vom Kaiser 1898 mit einer Analyse der Wehrkraft der Monarchie beauftragt, gelang es 1906, die Enthebung des 65-jährigen Kriegsministers Pitreich und des 76-jährigen Generalstabschefs Friedrich von Beck-Rzikowsky zu erreichen; dieser wurde durch den 54-jährigen Franz Conrad von Hötzendorf ersetzt.
Eine spezielle Rolle fiel dem letzten k.u.k. Kriegsminister zu, als Ungarn per 31. Oktober 1918 die Realunion aufkündigte und daher ab 1. November 1918 de jure kein gemeinsames Heer mehr bestand.
Da nach dem Zerfall Österreich-Ungarns weder Österreich noch Ungarn Anteil an der Adriaküste hatte, bestand auch keine k.u.k. Kriegsmarine mehr. Der Kaiser hatte am 30. Oktober entschieden, sie dem neuen südslawischen Staat zu übertragen; die Übergabe führte Kontreadmiral Miklós Horthy am 31. Oktober 1918 in Pola durch.
Minister Stöger-Steiner hatte die Aufgabe, die gesamte bisherige militärische Struktur in Cisleithanien, ab 12. November 1918 unter Aufsicht des Staatssekretärs für Heerwesen Deutschösterreichs, zu liquidieren (siehe bis 31. Oktober 1918 gemeinsame Minister), soweit dies von Wien aus möglich war. Er amtierte in dieser Funktion bis Dezember 1918. Das liquidierende Kriegsministerium wurde im April 1920 in das Militärliquidierungsamt umgewandelt, das bis 1931 bestand.

## Sitz des Ministeriums

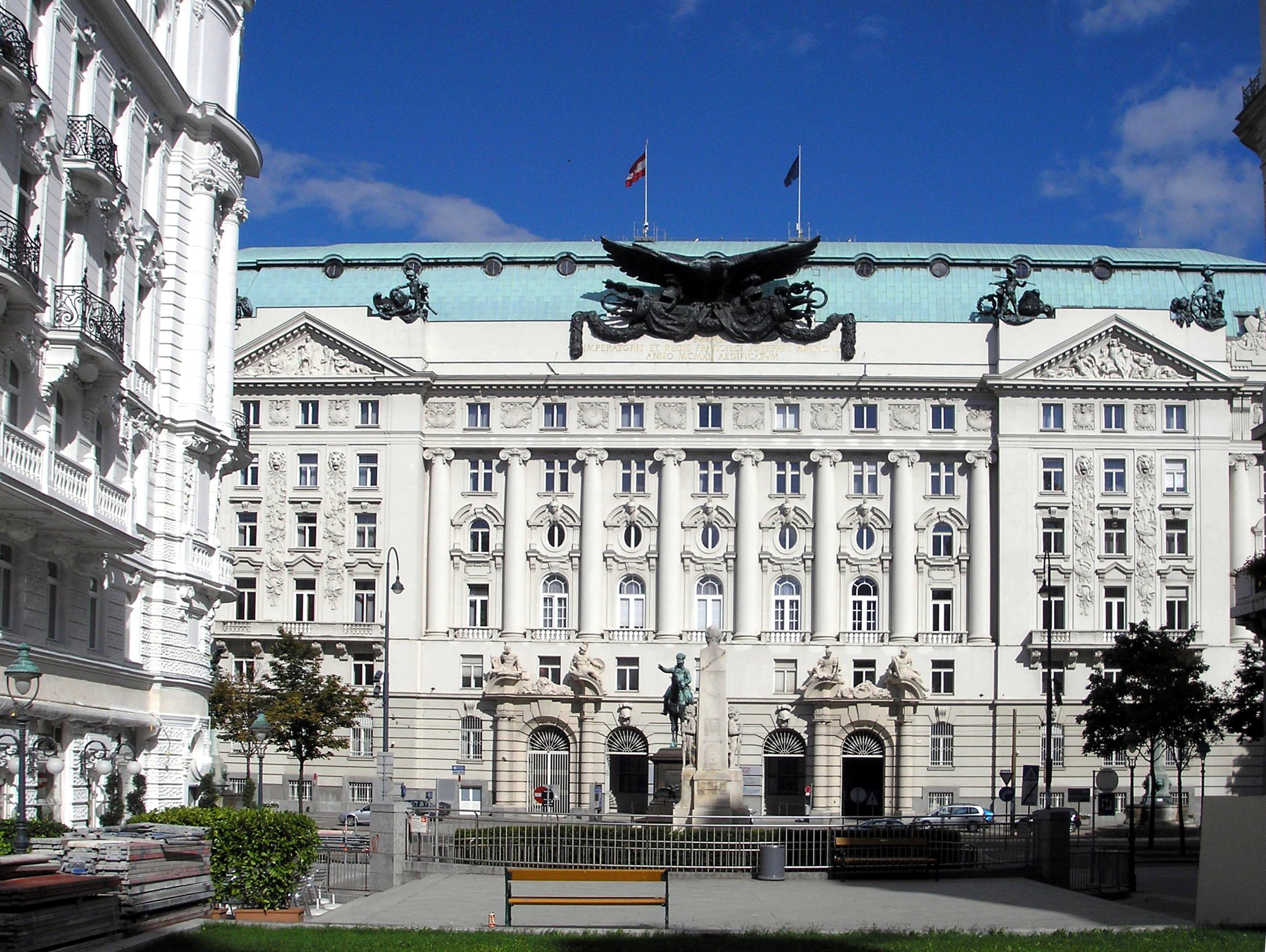
Das Kriegsministerialgebäude am Stubenring in Wien, 1913–1918 Sitz des Ministeriums

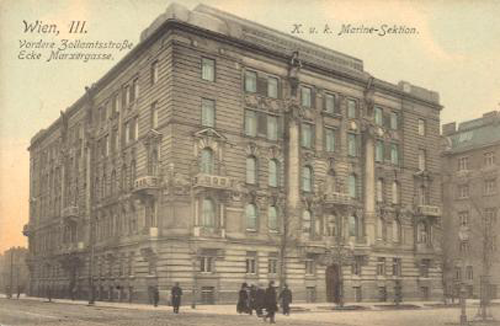
Das k.u.k. Marinesektionsgebäude in Wien um 1910

Das Kriegsministerium hatte seinen Sitz in der Inneren Stadt (1., Am Hof heutige Hausnummer 2; das Gebäude wurde nach 1912 abgerissen), wo während der Revolution von 1848 Kriegsminister Theodor Graf Baillet von Latour gelyncht worden war. Zur Jahrhundertwende war das Ministerium zur Hälfte in Privathäusern und Kasernen untergebracht. 1913 übersiedelte das Ministerium in das an der Wiener Ringstraße neu errichtete Kriegsministerialgebäude (1., Stubenring 1), wo es sich bis 1918 befand. Das Denkmal von Feldmarschall Radetzky übersiedelte mit dem Ministerium. Die Marinesektion des Kriegsministeriums, seit Jahrzehnten nicht am Hauptsitz des Ministeriums untergebracht, erhielt 1908 in unmittelbarer Nachbarschaft, 3., Vordere Zollamtsstraße 9, Ecke Marxergasse 2 (Postadresse), ein eigenes Gebäude, an dem bis heute Wappen ehemals österreichischer Adriahäfen zu sehen sind.

## Struktur Juli 1914

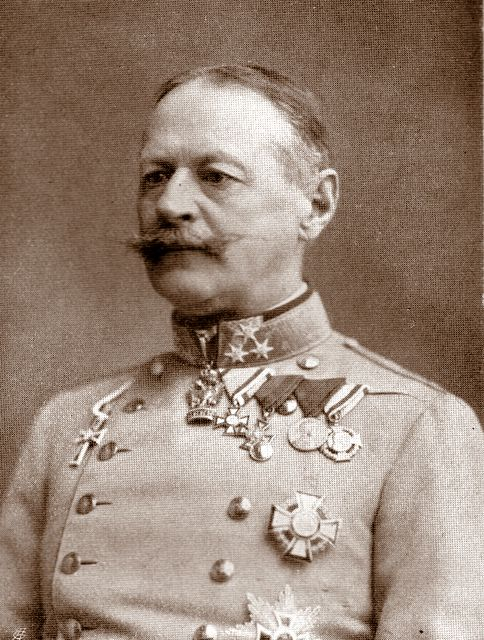
Alexander von Krobatin

Das Kriegsministerium bestand aus mehreren Fachabteilungen, den Hilfsorganen des Kriegsministers und der Marinesektion. Die folgende Darstellung der Struktur des Ministeriums bezieht sich auf den Stand vom Juli 1914, somit auf die Situation unmittelbar vor der Entscheidung des Kaisers, den später Erster Weltkrieg genannten Waffengang zu beginnen.
Kriegsminister: Feldzeugmeister Alexander Ritter von Krobatin (Minister 1912–1917)
Flügeladjutanten des Kriegsministers: Oberstleutnant des Generalstabskorps Dragutin Csoban; Major im Husaren-Regiment 7 Ladislaus Döry de Jobbaháza

### Sektionen des Ministeriums
Sektionschefs
- Feldmarschallleutnant Leopold Schleyer Edler von Pontemalghera

- Verantwortlich für: 5.TB Abteilung – 5.M Abteilung – 7. Abteilung – 7.P Abteilung – 8. Abteilung – 8.HB Abteilung

- Feldmarschalleutnant Arthur Arz von Straußenburg

- Verantwortlich für: 3. Abteilung – 5. Abteilung – 5.EB Abteilung – 6. Abteilung – 10. Abteilung

- Feldmarschalleutnant Árpád Tamásy von Fogaras

- Verantwortlich für: 1. Abteilung – 2.St. Abteilung – 2.W Abteilung – 3.R Abteilung – 9. Abteilung

- Sektionschef[15] Ladislaus Jarzębecki – Chef der ökonomischen Sektion und Chef der Militärintendantur (Wien VII Bez. Stiftskaserne)

- Verantwortlich für: 11. Abteilung – 11.E Abteilung – 12. Abteilung – 13. Abteilung – 15. Abteilung – 15.B Abteilung

- Zugeteilt: Feldmarschalleutnant Alfred Ritter Rohm von Hermannstädten

- k.u.k. Marinesektion: Admiral Anton Haus

- Präsidialbureau
  - Vorstand: Generalmajor Karl Bellmond Edler von Adlerhorst

Organisation der Armee im Felde, Personalangelegenheiten der aktiven Generale und Stabsoffiziere, sowie der Militärregistraturbeamten von der VIII. Rangklasse aufwärts. Überwachung des Geschäfts und Dienstbetriebes im ganzen Heer, Preßangelegenheiten, Verordnungsblätter, Militärschematismus, Normalienevidenz und besondere Angelegenheiten, Kanzleidirektion.
Den Sektionen unterstehende Abteilungen:
| - 1. Abteilung - Vorstand: Oberst im Infanterie-Regiment 8 Karl Geřabeck Personalangelegenheiten der aktiven Oberoffiziere des Soldatenstandes und der Truppenrechnungsführer, sowie der Militärregistarturbeamten von der IX. Rangklasse aufwärts, ferner aller pensionierten Offiziere. Ernennung der Fähnriche bzw. Kadetten. Führen der Qualifikationslisten und Verwaltung der Elisabeth-Theresien-Militärstiftung. - 2.W. Abteilung - Vorstand: Generalmajor Karl Czapp Wehrgesetzliche und aus den Unteroffiziers-Anstellungsgesetzen hervorgehende Angelegenheiten. - 2.St. Abteilung - Vorstand: Oberst im Infanterie-Regiment 48 Jobst von Rupprecht Standes- und Grundbuchsangelegenheiten, Personalangelegenheiten der Mannschaften. - 3. Abteilung - Vorstand: Oberst des Generalstabskorps Adam Nowottny Organisation der Kavallerie und der Traintruppe; Trainwesen - 3.R. Abteilung - Vorstand: vakant Remonten und Pferdewesen des Heeres - 4./I. Abteilung - Vorstand: Oberstauditor Josef Köhler Militärjustizwesen, Personalangelegenheiten des Justizpersonals - 4./II. Abteilung - Vorstand: Oberstauditor Karl Maschka Militär-Justizgesetzgebung, Herausgabe prinzipieller Entscheidungen des Obersten Militärgerichtshofes - 5. Abteilung - Vorstand: Oberst des Generalstabskorps Georg Domaschnian Operative Angelegenheiten, Reichsbefestigung, Kommunikations-, Post- und Telegraphenwesen, Truppendislokation und taktische Ausbildung, Reglements, Generalstabs- und Angelegenheiten der Pioniertruppe, sowie der Fachbildungsanstalten - 5. E.B. Abteilung - Vorstand: Oberst des Generalstabskorps Johann Straub Kommunikationswesen, Angelegenheiten des Eisenbahn-Regiments, Eisenbahnwesen - 5.T.B. Abteilung - Vorstand: Oberst des Generalstabskorps Rudolf Schamschula Post- und Telegraphenwesen, Angelegenheiten des Telegraphen-Regiments - 5.M. Abteilung - Vorstand: Oberst des Generalstabskorps Ottokar Landwehr von Pragenau Organisation und Leitung des Automobil- und Luftschiffwesens, einschließlich der Festungsballonabteilungen und der Freiwilligen-Korps - 6. Abteilung - Vorstand: Oberstleutnant im Infanterie-Regiment 27 Hermann Leidl Organisation und Leitung der Militär-Erziehungs- und Bildungsanstalten, der Offizierstöchter-Erziehungsinstitute, und der Verwaltung der davon betroffenen Stiftungen. - 7. Abteilung - Vorstand: Generalmajor Árpád Kiss de Nagy-Sitke Organisation und Administration der Artilleriewaffe und des Artilleriezeugwesens, sowie des Waffen- und Munitionswesens im Heer | - 7.P. Abteilung - Vorstand: Artilleriegeneralingenieur Eugen Ritter Schlesinger von Benfeld Angelegenheiten des Schieß-, Spreng- und Zündmittelwesens, Verwaltungs des Pulvermonopols, Patentwesen. - 8. Abteilung - Vorstand: Generalmajor Gustav Stowasser Organisation des Geniestabes und des Militärbaudienstes, Administration der Geniedirektion, Bau- und Befestigungswesen - 8.H.B. Abteilung - Vorstand: Oberst des Ingenieuroffizierskorps Viktor Dziubinski Organisation des Militärhochbaudienstes, Personalangelegenheiten der Militär-Bauingenieure - 9. Abteilung - Vorstand: Feldmarschalleutnant Johann Löbl Versorgungs- und Invalidenwesen, Militär-Seelsorgeangelegenheiten, Stiftungen, Versorgung invalider und geisteskranker Offiziere - 10. Abteilung - Vorstand: Oberst des Generalstabskorps Eduard Ritter von Steinitz Angelegenheiten der Kriegsbereitschaft und Schlagfertigkeit des k.u.k. Heeres und diesbezügliche statistische Arbeiten - 11. Abteilung - Vorstand: Generalintendant Wilhelm Hanauseck Organisation der Militärintendanz und des Truppenrechnungsdienstes, Gebührwesen, Tax- und Stempelangelegenheiten, Militärkassen, Ersatz- und Passierungsverhandlungen - 11.E. Abteilung - Vorstand: Generalintendant Ferdinand Firbas Unterkunft- und Vorspannsangelegenheiten - 12. Abteilung - Vorstand: Militär-Oberintendant 1. Klasse Johann Schubert Organisation der Verpflegs- und Bettenmagazine, Naturalverpflegung des Heeres, Speditionswesen, Personalangelegenheiten des Militär-Verpflegspersonals - 13. Abteilung - Vorstand: Generalintendant Adolf Seipka Adjustierungsangelegenheiten, Organisation der Monturverwaltungsanstalten. Sicherstellung der Montur, Rüstung und Feldrequisiten. - 14. Abteilung - Vorstand: General-Oberstabsarzt Philipp Beck, Chef des Militärärztlichen Offizierskorps Militärsanitätswesen, Personalangelegenheiten der Militärärzte und Militär-Medikamentenbeamten, Organisation der Militärheilanstalten. - 15. Abteilung - Vorstand: Militär-Oberintendant 1. Klasse Georg Warta Organisation des Militär-Rechnungs- und Kontrollwesens, Rechnungshauptabschlüsse, Liquidierungsangelegenheiten - 15.B. Abteilung - Vorstand: Militär-Oberintendant 1. Klasse Josef Anderka Verfassung und Evidenzhaltung des Heeresbudgets, Ermittlung und Verteilung des Gelderfordernisses |

Kanzleidirektion des Kriegsministeriums
- Kanzleidirektor: Der jeweilige Vorstand des Präsidialbureaus[16]
  - Einreichungsprotokoll – Direktor: Oberstleutnant im Gebirgsartillerie-Regiment 6 Josef Ritter Fritsch von Cronenwald
  - Expedit – Direktor: Oberst im Infanterie-Regiment 8 Josef Löderer
  - Registratur – Direktor: Militär-Registratur-Unterdirektor Rudolf Ritter von Klar

Zahlamt des Kriegsministeriums
- Vorstand: Militär-Kassendirektor 2. Klasse Hieronymus Berner

### Hilfsorgane des Kriegsministers

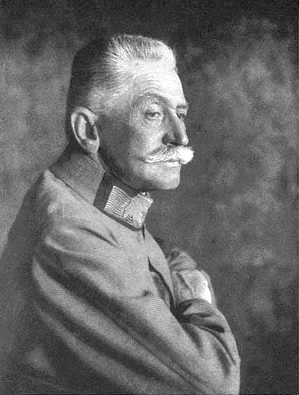
Franz Conrad von Hötzendorf

#### Generalstab
Der Generalstab, formal unter den Hilfsorganen des Kriegsministers angeführt, konnte sich in den letzten Jahrzehnten des 19. Jahrhunderts eine autonome Stellung erarbeiten und gab speziell im Ersten Weltkrieg bei militärischen Entscheidungen den Ton an. Der Generalstabschef hatte das Recht, dem Monarchen persönlich zu berichten. Als bei Kriegsbeginn 1914 das Armeeoberkommando gebildet wurde, dem der Generalstab angehörte, gab Franz Joseph I. dem Armeeoberkommandanten Erzherzog Friedrich vor, Generalstabschef Conrad von Hötzendorf weitgehend unabhängig arbeiten und entscheiden zu lassen.
(Wien I.Bez. Stubenring 1 – Kriegsministerialgebäude)
- Chef des Generalstabes: General der Infanterie Franz Freiherr Conrad von Hötzendorf

Flügeladjutant des Chefs des Generalstabes: Major des Generalstabskorps Rudolf Kundmann
- Stellvertreter des Chefs des Generalstabes: Feldmarschalleutnant Franz Höfer von Feldsturm
- Chef des Etappenwesens: Generalmajor Franz Kanik
- Chef des Direktionsbureaus: Oberst Ferdinand von Kaltenborn
- Chef des Operationsbureaus: Oberst Josef Metzger
- Chef des Etappenbureaus: Oberst Anton Höfer
- Chef des Instruktionsbureaus: Oberst Karl Sóos von Bádok
- Chef des Landesbeschreibungsbureaus: Oberst Huigo Schmid
- Chef des Evidenzbureaus: Oberst August Urbaňski von Ostrymiecz
- Chef des Eisenbahnbureaus: Oberst Johann Straub
- Chef des Telegraphenbureaus: Oberst Rudolf Schamschula

#### Kriegsarchiv
(Wien VII. Bez. Stiftgasse 2)
- Direktor: General der Infanterie Emil Woinovich von Belobreska

Kriegsgeschichtliche Abteilung
Vorstand: Der Kriegsarchivdirektor
Schriftenabteilung
Vorstand: Oberst des Armeestandes Ludwig Eberle
Kartenabteilung
Vorstand: Major des Armeestandes Josef Paldus
Bibliothekabteilung
Vorstand: Oberstleutnant des Armeestands Alois Veltzé

#### Inspektionen
| Generalkavallerieinspektor (Wien VII. Bez. Mariahilferstr. 24 – Stiftskaserne / Mosertrakt) - General der Kavallerie Karl Georg Graf Huyn Flügeladjutant: Major im Ulanen-Regiment 2 Heinrich Freiherr von Tinti Generalartillerieinspektor (Wien I. Bez. Universitätsstr. 7 / Korpskommandogebäude) - se. k.u.k. Hoheit Feldzeugmeister Erzherzog Leopold Salvator Zugeteilt: Oberstleutnant des Artilleriestabes Franz Freiherr Wolf-Schneider von Arno Inspektor der Festungsartillerie (Wien IX. Bez. Elisabethenpromenade 1 – Roßauer Kaserne / Nordtrakt) - Feldzeugmeister Adalbert Benda Zugeteilt: Oberstleutnant des Artilleriestabes Karl Schmutzer Inspektor der technischen Artillerie (Wien X. Bez. Arsenal / Objekt I) - Generalmajor Wilhelm Puchera Zugeteilt: Oberstleutnant des Artilleriestabes Franz Stering Generalgenieinspektor (Wien IX. Bez. Schlickplatz 6 – Roßauer Kaserne / Südtrakt) - Feldmarschalleutnant Alexander Blénesi Zugeteilt: Oberst des Geniestabes Alexander Kuchinka Generalsappeurinspektor (Wien IX. Bez. Maria Theresienstrasse 21 – Roßauer Kaserne / Mitteltrakt) - Generalmajor Emil Ritter von Gołogórski Zugeteilt: Oberstleutnant des Sappeur-Bataillons 2 Artur Ritter Müller von Elblein Generalpionierinspektor (Wien IX. Bez. Türkenstrasse 22 – Roßauer Kaserne) - Feldmarschalleutnant Emil Reinold Zugeteilt: Oberstleutnant des Pionier-Bataillons 5 Heinrich Kopetz Generaltraininspektor (Wien IX. Bez. Elisabethenpromenade 1 – Roßauer Kaserne / Nordtrakt) - Generalmajor Stephan Schneeberger Zugeteilt: Rittmeister der Train-Division 2 Josef Tunk | Generalinspektor der Korpsoffiziersschulen (Wien VII. Bez. Stiftgasse 2 – Akademietrakt) - Feldmarschalleutnant Vinzenz Fox Zugeteilt: Major des Generalstabskorps Moritz Ritter von Fischer von Ledenice Generalinspektor der Militär-Erziehungs- und Bildungsanstalten (Wien IX. Bez. Türkenstrasse 22 – Roßauer Kaserne / Mitteltrakt) - Generalmajor Karl Waitzendorfer Zugeteilt: Hauptmann Ludwig Stössl-Wimmer Generalremontierungsinspektor (Wien IX. Bez. Elisabethenpromenade 1 – Roßauer Kaserne / Nordtrakt) - General der Kavallerie Siegmund Bacsák von Benefa Zugeteilt: Rittmeister des Ulanen-Regiment 11 Friedrich Freiherr Riedl von Riedenau Sanitätstruppenkommandant (Wien IX. Bez. Elisabethenpromenade 1 – Roßauer Kaserne / Nordtrakt) - Oberst Konstantin Kyros Adjutant: Hauptmann der Sanitätstruppe Adolf Filla Apostolisches Feldvikariat (Wien VIII. Bez. Skodagasse 19) - Apostolischer Feldvikar: Emmerich Bjelik - Feldkonsistorialdirektor: Leonhard Rendl Chef des Offizierskorps der Auditoren (Wien I. Bez. Stubenring 1 – Kriegsministerialgebäude) - Generalchefauditor Eduard Entremont (Leitender Senatspräsident des Obersten Militärgerichtshofes) Zugeteilt: Majorauditor Franz Ryška Chef des Militärärztlichen Offizierskorps (Wien I. Bez. Stubenring 1 – Kriegsministerialgebäude) - General-Oberstabsarzt Philipp Peck (Gleichzeitig Vorstand der 14. Abt. des Kriegsministeriums) Zugeteilt: Oberstabsarzt 2. Klasse Edmund Kopřiwa Chef der Militärintendantur (Wien I. Bez. Stubenring 1 – Kriegsministerialgebäude) - Sektionschef Ladislaus Jarzębecki (Chef der ökonomischen Sektion) |

#### Technisches Militärkomitee
(Wien VI.Bez. Getreidemarkt 9)
- Präsident: Feldmarschalleutnant Ferdinand Goglia

- I. Sektion: Artillerie
  - Sektionschef: Oberst des Feldkanonenregiments 24 Johann Putsek

1. Abteilung – Munitionswesen (Vorstand: Oberstleutnant des Geniestabes Hermann Brandl)
2. Abteilung – Theoretische Arbeiten und Versuche (Vorstand: Oberstleutnant Rudolf Edler von Portenschlag-Ledermayr)
3. Abteilung – Konstruktionswesen (Vorstand: Oberstleutnant des Artilleriestabes Karl Padiaur)
4. Abteilung – Ausrüstungs- und Zeugswesen (Vorstand: Major des Artilleriestabes August Graf Scapinelli von Leguigno)
- II. Sektion: Genie-, Pionier- und Militärbauwesen
  - Sektionschef: Generalmajor Adolf Kutzlnigg

1. Abteilung – Befestigung und Festungskrieg (Vorstand: Oberst des Geniestabes Adolf Janda)
2. Abteilung – nicht existent
3. Abteilung – Pionier- und Minenwesen (Vorstand: vakant)
4. Abteilung – Militär-Hochbau und Intendanzwesen (Vorstand: Oberstleutnant des Ingenieuroffizierskorps August Marussig)
- III. Sektion: Statistik- und Intendanzwesen
  - Sektionschef: Oberst des Generalstabskorps Richard Ritter von Gruber

1. Abteilung – Militärstatistik (Vorstand: Oberstleutnant des Armeestandes Albert Werth)
2. Abteilung – Intendanzwesen (Vorstand: Militär-Oberintendant 1. Klasse Eduard Alscher)
- IV. Sektion: Technologiewesen – ein chemisches Laboratorium, eine Sammlung von physikalischen Instrumenten, eine mechanische Werkstätte und eine photographische Werkstätte.
  - Sektionschef: Oberst des Feldartillerieregiment 1 Leopold Austerlitz
- Automobilwesen

Automobilversuchsabteilung: Wien VI. Bez. Gumpendorfer Straße 1 (Techn.Militärkomitee-Gebäude)
Kommandant: Oberstleutnant Robert Wolf

#### Militärsanitätskomitee
(Wien IX. Bez. Währinger Straße 25)
- Präses: Generalstabsarzt Zdislaus Ritter von Juchnowicz-Hordyński (gleichzeitig Kommandant der Militärärztlichen Applikationsschule)

#### Fachrechnungsabteilung des Kriegsministeriums
(Wien I. Bez. Fleischmarkt 19)
- Vorstand: Generalintendant Ernst Edler von Mosing